# 100% (groupe)
Cette page contient des caractères spéciaux ou non latins. S’ils s’affichent mal (▯, ?, etc.), consultez la page d’aide Unicode.
100% (hangeul : 백퍼센트) est un boys band sud-coréen de K-pop, originaire de Séoul, actif entre 2012 et 2021. Durant son existence, il est composé de cinq membres. Le groupe débute en septembre 2012 sous TOP Media, l'agence d'Andy Lee, avec l'album single We, 100%.

## Histoire

### Formation et débuts (2012)

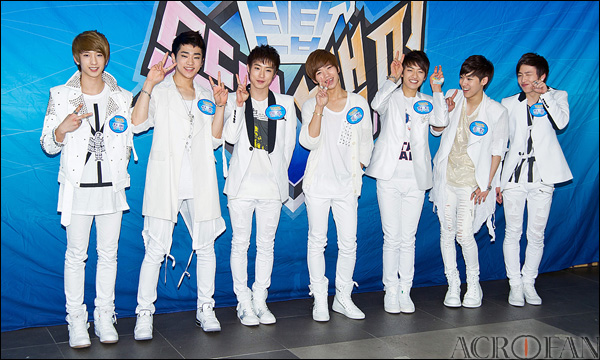
100% en 2012.

En 2009, Rockhyun — sous son nom de scène Rocky (hangeul : 로키) — est l'un des deux anciens membres du groupe masculin Jumper (hangeul : 점퍼) d'Andy Lee, qui sort deux singles ; Yes! en 'featuring avec Eric de Shinhwa et Dazzling (눈이 부셔) en featuring avec Jiyoung de Kara. La même année, Minwoo est aux côtés d'Andy pour la promotion de sa chanson Single Man, avec le deuxième membre de Jumper, Park Dongmin (박동민). Minwoo est aussi acteur. Il joue dans le drama de 2006 de KBS2 Sharp 3 (반올림3), le drama de 2007 de SBS The King and I (coréen : 왕과 나) et dans deux films, Crazy Waiting (coréen : 기다리다 미쳐) (2007), et Where Are You Going? (coréen : 특별시 사람들) (2009).
Entre juin et septembre 2012, 100% apparait dans l'émission de variété Teen Top Rising 100%  (틴탑의 뜬다 백퍼) de SBS MTV, avec Teen Top et Andy Lee. Leur premier single album We, 100% sort le 18 septembre. Il se compose de trois pistes et d'une version instrumentale, qui sont toutes écrites et produites par Super Changddai. Le même jour, le clip pour le morceau principal Bad Boy (나쁜놈) est mis en ligne sur la chaîne YouTube officielle du groupe. 100% fait ses débuts live avec Bad Boy le 21 septembre 2012 sur le Music Bank, suivi par  Music Core puis Inkigayo. Le 23 octobre 2012, MBC tient une conférence de presse pour annoncer le deuxième programme de variété de 100% et Teen Top à Jangan-dong dans Séoul. Teen Top and 100% Rising Brothers (coréen : 틴탑&백퍼센트의 떴다 브라더스) est diffusé sur MBC Music trois jours plus tard, et montrait les deux groupes accomplir des missions. Le 7 décembre 2012, le clip du single numérique Guy Like Me (coréen : 나 같은 놈) sort,. Guy Like Me est écrite par Minigun et Super Changddai.

### Want U Backet100% V(2013)
Le 23 mai 2013, l'EP Real 100% et sa chanson titre Want U Back sortent,,. Le 17 juillet 2013, TOP Media annonce le nom du fanclub officiel de 100%, qui sera Perfection (퍼펙션). Le 14 novembre, TOP Media sort des informations concernant les artistes d'une sous-unité; Rokhyun, Jonghwan et Hyukjin, ainsi que le rappeur Chanyong, débuteront au sein de la sous-unité 100% V. Le groupe sort un album single de trois morceaux le 20 novembre. Le single principal s'intitule 퇴근길 (Missing You). Le groupe fait sa première apparition live sur KBS dans Music Bank,.

### Bang the Bush(2014)
En février 2014, TOP Media annonce sur les deux sites web officiels de 100% et le fancafé que le leader Minwoo devait s'engager pour le service militaire coréen à partir du 4 mars. En mars, l'agence annonce que Sanghoon prendrait une pause le temps de déterminer son plan d'avenir. Avec cinq membres restants, 100% sortent leur deuxième EP Bang the Bush ainsi que le vidéoclip pour 심장이 뛴다 (Beat) le 17 mars 2014.

### Time Leapet séparation (2016–2021)
100% sortent leur troisième EP Time Leap et le vidéoclip de 지독하게 le 13 octobre 2016.
Le 14 mars 2018, 100% sort leur cinquième mini album RE:tro, avec le titre Still Loving You, et fait la promotion de leur retour en Corée. Le 25 juin 2018, il est annoncé que les quatre membres s'engageraient au cours de la seconde moitié de l'année.
Le 23 septembre 2021, TOP Media annonce la séparation de 100% après l'expiration de leurs contrats le 9 octobre. Le 27 septembre 2021, avant leur séparation, ils publient leur dernier single, 아름다운 걸.

## Membres

### Derniers membres
- Kim Rokhyun (김록현), né le 10 février 1991 à Gyeonggi en Corée du Sud.
- Jo Jonghwan (조종환), né le  23 novembre 1992 à Seongnam en Corée du Sud.
- Kim Chanyong (김찬용), né le  29 avril 1993.
- Jang Hyukjin (장혁진), né le  20 décembre 1993 à Pusan en Corée du Sud.

### Anciens membres
- Seo Minwoo (서민우), né le 8 février 1985 à Daegu, en Corée du Sud. Minwoo décède le 25 mars 2018 d'un arrêt cardiaque[29].
- Lee Sanghoon (이상훈), né le 23 décembre 1993 à Chungcheong, en Corée du Sud. Il quitte le groupe en 2014.
- Woo Changbum (우창범), né le 7 octobre 1993 à Gangwoo, en Corée du Sud. Il quitte le groupe en 2016. Il est à présent le leader du groupe Vermuda sous le nom de U.

## Discographie

### EP
| Titre         | Détails | Meilleure position | Meilleure position | Ventes         |
| Titre         | Détails | COR                | JPN                | Ventes         |
| ------------- | --- | ------------------ | ------------------ | -------------- |
| Real 100%     | - Date de sortie : 23 mai 2013 (numérique), 18 mai 2013 (physique) - Label : TOP Media, LOEN Entertainment - Format : CD, téléchargement | 3                  | —                  | - COR: 9,783+  |
| Bang the Bush | - Date de sortie : 17 mars 2014 - Label : TOP Media, LOEN Entertainment - Format : CD, téléchargement                                    | 4                  | —                  | - COR: 11,915+ |
| Time Leap     | - Date de sortie : 13 octobre 2016 - Label : TOP Media, LOEN Entertainment - Format : CD, téléchargement                                 | —                  | —                  | - COR: —       |

### Albums studio
| Titre    | Détails | Meilleure position | Meilleure position | Ventes         |
| Titre    | Détails | COR                | JPN                | Ventes         |
| -------- | --- | ------------------ | ------------------ | -------------- |
| We, 100% | - Date de sortie : 18 septembre 2012 - Label : TOP Media, LOEN Entertainment - Format : CD, téléchargement | 3                  | —                  | - COR: 6,080+  |
| Sunkiss  | - Date de sortie : 7 juillet 2014 - Label : TOP Media, LOEN Entertainment - Format : CD, téléchargement    | 3                  | —                  | - COR : 8 285+ |

### Clips
| Année | Chanson                  | Album         |
| ----- | ------------------------ | ------------- |
| 2012  | 나쁜놈 (Bad Boy)         | We, 100%      |
| 2012  | Still Again              | We, 100%      |
| 2012  | 나 같은 놈 (Guy Like Me) | Single inédit |
| 2013  | Want U Back              | Real 100%     |
| 2014  | 심장이 뛴다 (Beat)       | Bang the Bush |
| 2014  | 전화 (Phone)             | Bang the Bush |
| 2014  | U Beauty                 | Sunkiss       |
| 2014  | Summer Hero              | Sunkiss       |
| 2016  | 지독하게 (Better Day)    | Time Leap     |

### 100% V

#### Albums studio
| Titre  | Détails                                                                                                   | Meilleure position | Meilleure position | Ventes        |
| Titre  | Détails                                                                                                   | COR                | JPN                | Ventes        |
| ------ | --- | ------------------ | ------------------ | ------------- |
| 100% V | - Date de sortie : 20 novembre 2013 - Label : TOP Media, LOEN Entertainment - Format : CD, téléchargement | 5                  | —                  | - COR: 4,504+ |

#### Clips
| Année | Chanson | Album  |
| ----- | ------- | ------ |
| 2013  | 퇴근길  | 100% V |

## Apparitions

### Apparitions à des émissions de remise de prix
- MBC Gayo Daejun : 31 décembre 2012

### Emissions télévisées
| Année | Titre                              | Hangeul                           | Épisodes                                                                | Chaîne     | Notes |
| ----- | ---------------------------------- | --------------------------------- | ----------------------------------------------------------------------- | ---------- | --- |
| 2012  | Teen Top Rising 100%               | 틴탑의 뜬다 백퍼                  | Eps. 1-10 (tous les épisodes)                                           | SBS MTV    | Avec Teen Top et Andy Lee                                                                                     |
| 2012  | Pops in Seoul's New Star.com,      | 팝스 인 서울 "뉴스타닷컴          | Eps. 1-8                                                                | Arirang TV | |
| 2012  | Idol Wrestling, Chuseok Special    | 으랏차차 천하장사 아이돌          | 1er octobre                                                             | MBC        | Avec Teen Top                                                                                                 |
| 2012  | Entertainment Station              | 연예스테이션                      | 5 octobre                                                               | ETN        | Réalisation du clip                                                                                           |
| 2012  | 1000 Song Challenge,               | 도전 1000곡                       | 14 octobre (Rokhyun & Hyukjin) 2 décembre (Rokhyun, Hyukjin & Sanghoon) | SBS        | |
| 2012  | Teen Top and 100% Rising Brothers, | 틴탑&백퍼센트의 떴다 브라더스     | Eps. 1-12 (tous les épisodes)                                           | MBC Music  | Avec Teen Top                                                                                                 |
| 2012  | God of Cookery Road                | 식신로드                          | 24 novembre (Minwoo, Rokhyun et Sanghoon)                               | Ystar      | |
| 2012  | Let's Go Dream Team (Season 2),    | 출발 드림팀 시즌2                 | Ep. 159, 25 novembre                                                    | KBS2       | |
| 2012  | Weekly Idol,                       | 주간 아이돌                       | Ep. 73, 12 décembre (Hyukjin)                                           | MBC every1 | Invité |
| 2013  | Let's Go Dream Team (Season 2)     | 출발 드림팀 시즌2                 | 27 janvier                                                              | KBS2       | |
| 2013  | Idol Stage Showdown                | 대결 아이돌 가요무대              | 11 février                                                              | KBS2       | |
| 2013  | Idol Star Athletic Championship    | 아이돌 스타 육상 양궁 선수권 대회 | 11 février (Sanghoon)                                                   | MBC        | |
| 2013  | Let's Go Dream Team (Season 2)     | 출발 드림팀 시즌2                 | 24 février (Chanyong et Sanghoon)                                       | KBS2       | |
| 2013  | All The K-Pop                      | 올 더 케이팝                      | 19 mars (Minwoo, Sanghoon et Rokhyun)                                   | MBC Music  | |
| 2013  | All The K-Pop                      | 올 더 케이팝                      | 26 mars (Minwoo, Sanghoon et Rokhyun)                                   | MBC Music  | |
| 2013  | Let's Go Dream Team (Season 2)     | 출발 드림팀 시즌2                 | 31 mars (Sanghoon)                                                      | KBS2       | |
| 2013  | Weekly Idol                        | 주간 아이돌                       | 12 juin                                                                 | MBC every1 | |
| 2013  | Beatles Code 2                     | 비틀즈코드                        | 17 juin (Minwoo)                                                        | Mnet       | Invité avec Shinhwa                                                                                           |
| 2013  | Immortal Songs 2                   | '불후의명곡2                      | 22 juin (Rokhyun, Jonghwan & Hyukjin)                                   | KBS        | Invité avec Niel de Teen Top A gagné la première place avec l'interprétation de "널 그리며" de Park Nam-Jeong |
| 2013  | Let's Go Dream Team (Season 2)     | 출발 드림팀 시즌2                 | 7 juillet (Sanghoon)                                                    | KBS2       | |
| 2013  | After School Club                  |                                   | 10 juillet                                                              | Arirang TV | |
| 2013  | Let's Go Dream Team (Season 2)     | 출발 드림팀 시즌2                 | 14 juillet (Sanghoon)                                                   | KBS2       | |
| 2013  | Let's Go Dream Team (Season 2)     | 출발 드림팀 시즌2                 | 21 juillet (Sanghoon)                                                   | KBS2       | |
| 2013  | All The K-Pop                      | 올 더 케이팝                      | 30 juillet (Minwoo, Changbum & Hyukjin)                                 | MBC Music  | |
| 2013  | Marriage Clinic: Love and War 2    | 부부클리닉 사랑과전쟁2            | 2 août (Minwoo)                                                         | KBS2       | |
| 2013  | Let's Go Dream Team (Season 2)     | 출발 드림팀 시즌2                 | 4 août (Sanghoon)                                                       | KBS2       | |
| 2013  | All The K-Pop                      | 올 더 케이팝                      | 6 août (Minwoo, Changbum & Hyukjin)                                     | MBC Music  | |
| 2013  | Let's Go Dream Team (Season 2)     | 출발 드림팀 시즌2                 | 11 août (Sanghoon)                                                      | KBS2       | |
| 2013  | Let's Go Dream Team (Season 2)     | 출발 드림팀 시즌2                 | 25 août (Sanghoon)                                                      | KBS2       | |
| 2013  | Let's Go Dream Team (Season 2)     | 출발 드림팀 시즌2                 | 8 septembre (Sanghoon)                                                  | KBS2       | |
| 2013  | Let's Go Dream Team (Season 2)     | 출발 드림팀 시즌2                 | 15 septembre (Sanghoon)                                                 | KBS2       | |
| 2013  | Idol Star Athletic Championship    | 아이돌 스타 육상 양궁 선수권 대회 | 19 septembre (Sanghoon et Minwoo)                                       | MBC        | |
| 2013  | Idol Star Athletic Championship    | 아이돌 스타 육상 양궁 선수권 대회 | 20 septembre (Sanghoon et Minwoo)                                       | MBC        | |
| 2013  | Let's Go Dream Team (Season 2),    | 출발 드림팀 시즌2                 | 22 septembre (Sanghoon et Chanyong)                                     | KBS2       | |
| 2013  | Let's Go Dream Team (Season 2),    | 출발 드림팀 시즌2                 | 29 septembre (Sanghoon et Minwoo)                                       | KBS2       | |
| 2013  | Let's Go Dream Team (Season 2),    | 출발 드림팀 시즌2                 | 6 octobre (Sanghoon)                                                    | KBS2       | |
| 2013  | Star King                          | 스타킹                            | 19 octobre (Minwoo)                                                     | SBS        | |
| 2013  | Let's Go Dream Team (saison 2),    | 출발 드림팀 시즌2                 | 20 octobre (Sanghoon)                                                   | KBS2       | |

## Tournées
- ZEPP Tour - 100% X'mas Show[47],[48],[49],[50]
- 100% 2014 Japan Cool Live